# Tema de Tesalónica

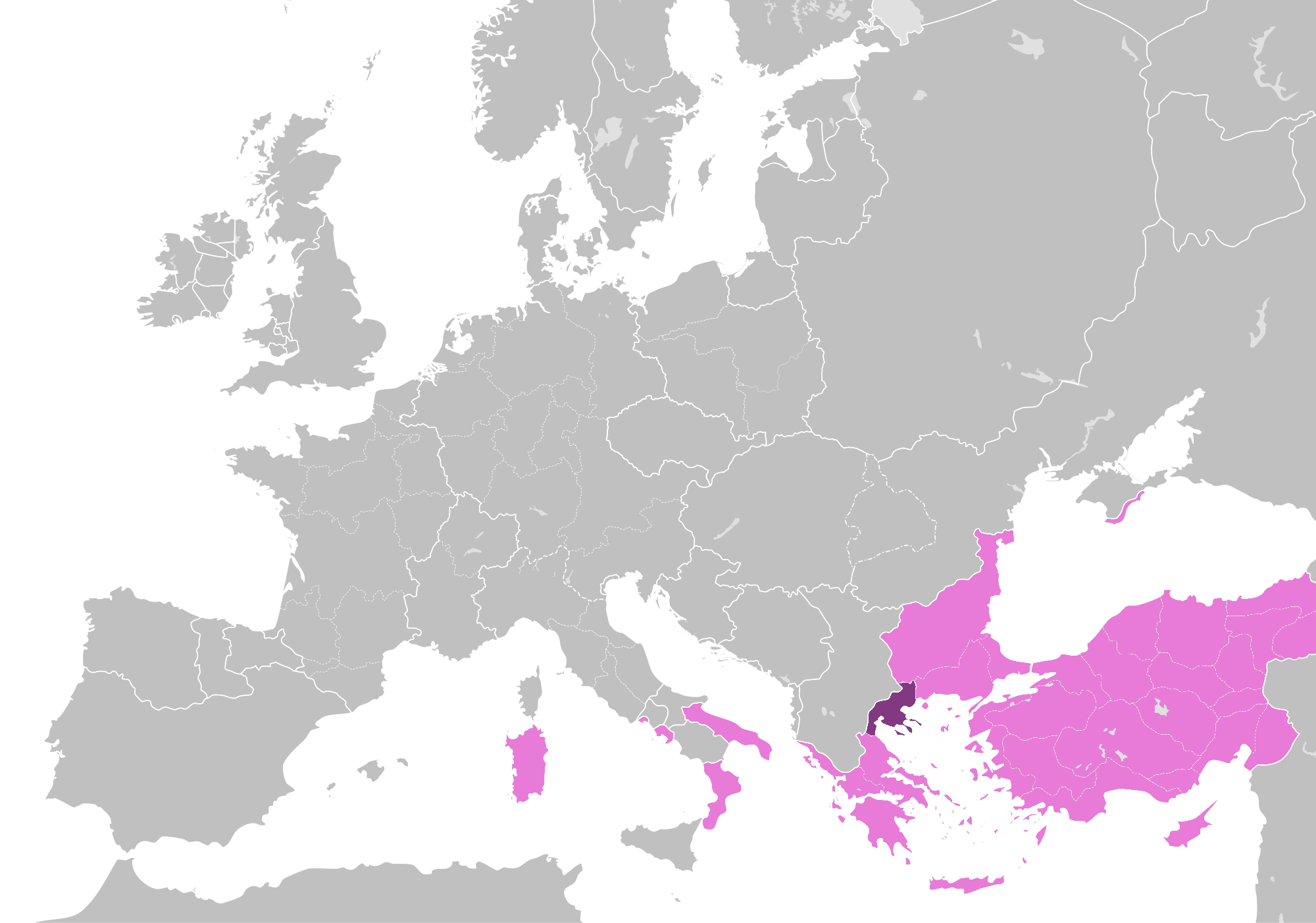
tema de Tesalónica alrededor del año 1000

El tema de Tesalónica  (en griego: θέμα Θεσσαλονίκης) fue una thema o tema (provincia civil-militar) del Imperio bizantino localizado en el sur de los Balcanes. Este comprendía parte de Macedonia Central y Occidental y tenía su capital en Tesalónica, la segunda mayor ciudad del imperio.

## Historia
En la antigüedad tardía, Tesalónica fue la capital de la provincia romana de Macedonia, de la diócesis de Macedonia y sede del prefecto pretoriano de Iliria. Con la pérdida de la mayoría de los Balcanes por las invasiones eslavas del siglo VII, la autoridad del prefecto (en griego eparchos, "eparca") quedó limitada a la ciudad y su entorno inmediato. El eparca siguió gobernando Tesalónica hasta el comienzo del siglo IX, cuándo fue reemplazado por un strategos en el frente nuevo sistema de temas.
El strategos de Tesalónica aparece registrado en las crónicas por primera vez en 836, pero una carta del emperador Miguel II (r. 820–829) al rey franco Luis el Piadoso (r. 814–840) parece indicar la existencia del tema ya en 824. El historiador Warren Treadgold data la creación del tema en c. 809, durante las campañas contra los eslavos del emperador Nicéforo I (r. 802–811) y su reconquista del interior. Treadgold conjetura que sus tropas en el siglo IX sumaban aproximadamente 2.000 hombres. Al este, el tema llegaba al río Estrimón y el tema homónimo. Al sur, su frontera sería el thema de la Hélade en algún lugar en al norte de Tesalia. Sus límites occidental y norte eran difusos, fluctuando con la situación militar entre bizantinos, las tribus eslavas locales y los búlgaros.
Bajo el emperador Juan I Tzimisces (r. 969–976), un doux estuvo al mando del tagma tesalonicense y parece haber coexistido con el strategos, antes de asumir los poderes del primero. En el siglo XI, el doukaton de Tesalónica era de tal importancia que solía ser reservado a miembros de la familia imperial. La ciudad y la mayoría de Macedonia fueron capturados por latinos después de la Cuarta Cruzada, pasando a formar el Reino de Tesalónica. Dicho reino latino sobrevivió hasta 1224, cuándo  el territorio fue recapturado por despotado de Épiro. El tema fue reconstituído después de que la ciudad y la mayoría de Macedonia pasaran a las manos del Imperio de Nicea en 1246, y sobrevivió hasta ser capturado por el los turcos otomanos en 1392. Sin embargo, el tema había quedado reducido por aquel entonces a la ciudad. Recuperado por Bizancio en 1402, la ciudad pasó a ser la sede de un despotado. Posteriormente fue vendida a Venecia en 1423 en medio de otro asedio por parte de los otomanos que terminaron conquistando la ciudad en 1430.